# Bój pod Zubkowiczami

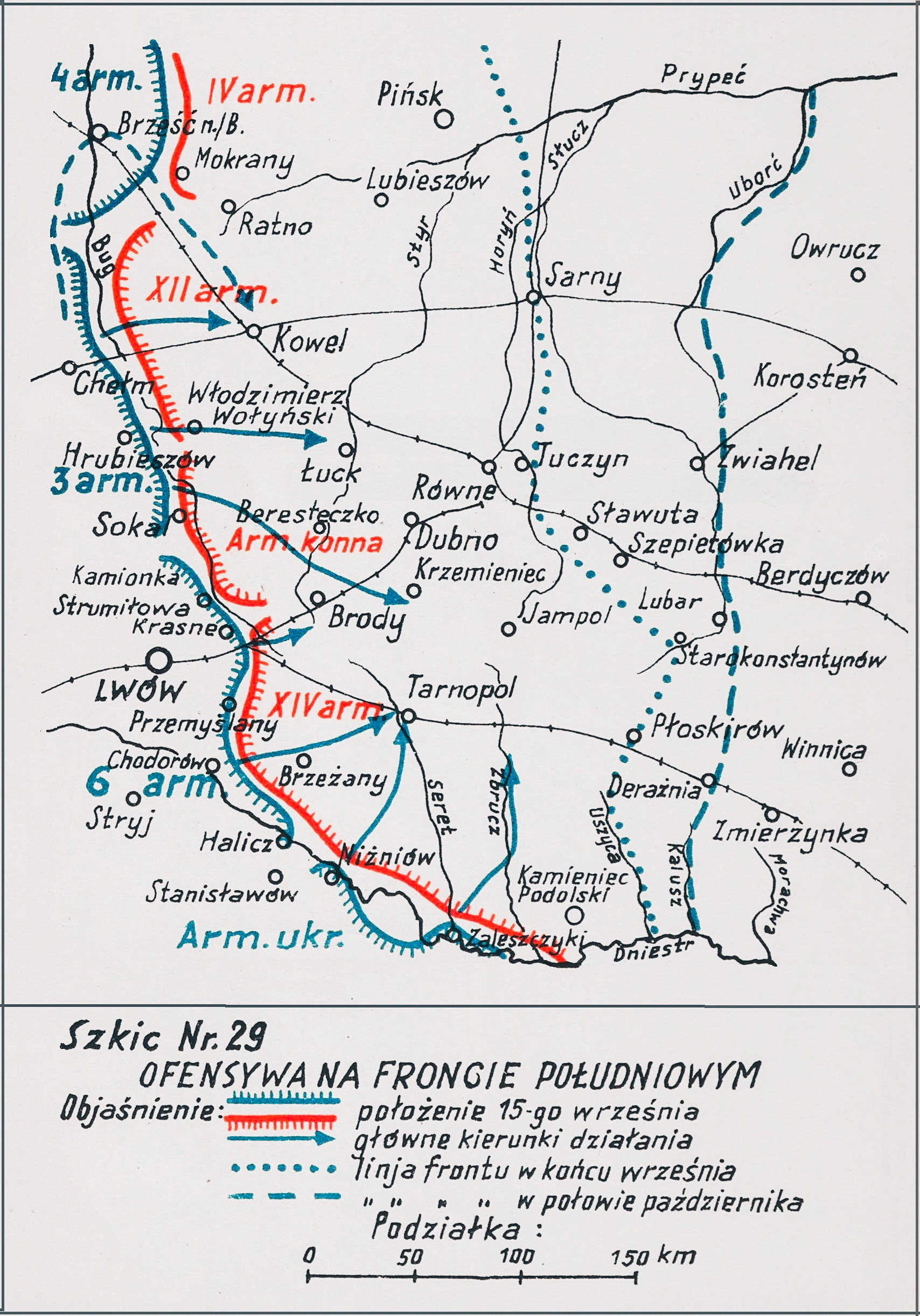
Adam Przybylski,
Wojna Polska 1918–1921

Bój pod Zubkowiczami – część wielkiej bitwy wołyńsko-podolskiej; walki polskiego 9 pułku ułanów mjr. Stefana Dembińskiego z oddziałami sowieckiej 25 Dywizji Strzelców Aleksandra Bachtina w czasie ofensywy jesiennej wojsk polskich na Ukrainie w okresie wojny polsko-bolszewickiej.

## Geneza
2 września, jeszcze w czasie walk pod Zamościem, Naczelne Dowództwo Wojska Polskiego zdecydowało, iż 3. i 6 Armia, po stosownym przegrupowaniu, około 10 września podejmą większą akcję zaczepną w kierunku wschodnim celem „nie tylko odrzucenia nieprzyjaciela poza granice Małopolski, lecz także rozbicia i zdezorganizowania jego sił tak, aby później można było utrzymać front przy użyciu słabych sił własnych". 3 Armia przystąpiła do działań 10 września. Wstępnym etapem był zagon grupy motorowej mjr. Włodzimierza Bochenka wyprowadzony z Włodawy, który przeprawił się przez Bug i następnego dnia opanował Kowel. Za nim ruszyło natarcie sił głównych armii. Grupa gen. Franciszka Krajowskiego uderzyła czołowo i sforsowawszy Bug, parła forsownym marszem w ogólnym kierunku wzdłuż linii kolejowej Chełm – Kowel. Na południe od grupy gen. Krajowskiego, z obszaru Hrubieszowa w kierunku Łucka, nacierała grupa gen. Stanisława Hallera, a grupa gen. Lucjana Żeligowskiego uderzyła na Sokal.
Sowiecka 12 Armia cofała się swoimi głównymi siłami w kierunku Łucka. Aby uniemożliwić przeciwnikowi zorganizowanie oporu na Styrze, gen. Władysław Sikorski wydał rozkaz opanowania Łucka.

## Walczące wojska
| Jednostka                 | Dowódca              | Podporządkowanie |
| Wojsko Polskie            |                      |                  |
| dowództwo 1 Dywizji Jazdy | płk. Juliusz Rómmel  | 3 Armia          |
| ⇒ 7 Brygada Jazdy         | płk Brzezowski       | 1 Dywizja Jazdy  |
| → 9 pułk ułanów           | mjr Stefan Dembiński | 7 Brygada Jazdy  |
| Armia Czerwona            |                      |                  |
| dowództwo 12 Armii        | Nikołaj Kuźmin       | Font Płd. Zach.  |
| ⇒ 25 Dywizja Strzelców    | Aleksandr Bachtin    | 12 Armia         |

## Walki pod Zubkowiczami
16 września, działający na styku sowieckich 12. i 14 Armii Korpus Jazdy płk. Juliusza Rómmla, przy słabym oporze przeciwnika, sforsował Styr na południe od Łucka i ruszył na Równe. Wieczorem korpus dotarł do Stubły. W tym czasie pod Równem koncentrowała się 1 Armia Konna Siemiona Budionnego. Miała tam dokonać reorganizacji i przygotować się do akcji zaczepnej przeciwko wojskom polskim. Dowódca polskiego Korpusu Jazdy skierował 1 Dywizję Jazdy na kierunek Ołyka–Stawek. Wieczorem 7 Brygada Jazdy rozlokowała się wzdłuż drogi Czemeryn-Ołyka.
18 września, będący w pościgu 9 pułk ułanów mjr. Stefana Dembińskiego doszedł nad Uborć. W tym czasie na wschodni brzeg rzeki przeprawiały się kolumny 25 Dywizji Strzelców Aleksandra Bachtina. Polski pułk zaatakował trzema spieszonymi szwadronami, a czwartym uderzył „konno”. Osłaniający przeprawę sowiecki pododdział został rozbity. Polacy wzięli kilkudziesięciu jeńców, zdobyli dwa ckm-y oraz sporo porzuconych taborów. Jednak główne siły 25 Dywizji Strzelców zdążyły się już przeprawić i zorganizowały skuteczną obronę na przeciwległym brzegu rzeki.